# Mark van Loosdrecht
Mark van Loosdrecht (1959) is een hoogleraar milieubiotechnologie en waterzuivering aan de Technische Universiteit Delft. Met zijn onderzoek probeert hij met behulp van bacteriën nieuwe methoden te vinden om water te zuiveren. In 2014 ontving hij de Spinozapremie.

## Carrière
Van Loosdrecht heeft milieuhygiëne gestudeerd aan de Wageningen Universiteit, waar hij in 1988 promoveerde op het onderwerp bacteriële adhesie. Nadat Van Loosdrecht promoveerde is hij voor de Technische Universiteit Delft gaan werken waar hij in 1999 tot hoogleraar is benoemd. Sinds 2008 is hij tevens werkzaam bij het KWR Watercycle Research Institute.
Van Loosdrecht is wetenschappelijk adviseur van het KWR Watercycle Research Institute en hij is lid van de raad van advies bij Paques b.v.. Ook is hij Editor-in-Chief van het Wetenschappelijke Tijdschrift Water Research.

## Wetenschappelijke loopbaan
Van Loosdrecht verricht onderzoek naar biofilms. Tevens is hij de bedenker van de aerobe korrelslibtechnologie en de Anammox-technologie. Deze aerobe korrelslibtechnologie is gebaseerd op het controleren van de groei van microbiële gemeenschappen die zich ophouden in korrelvormig slib. Met behulp van de Anammox-technologie is het mogelijk om ammonium samen met nitriet om te zetten in water en stikstof.
Van Loosdrecht doet onderzoek naar manieren waarop de natuurlijke vermogens van bacteriën toegepast kunnen worden binnen technische systemen, zoals bij de zuivering van rioolwater. Water wordt gezuiverd met behulp van bacteriën die na afloop van het proces, door ze te laten neerslaan als vlokken, uit het water gefilterd moeten worden, maar de onderzoeksgroep van Van Loosdrecht heeft een methode ontwikkeld waardoor de bacteriën als aerobe korrelvorming kunnen neerslaan. Deze methode werkt sneller dan neerslag door middel van vlokken en met deze nieuwe methode wordt 25% van de energie, ten opzichte van de oude methode bespaard. 
Tevens werkt Van Loosdrecht aan methoden om grondstoffen te kunnen winnen uit afvalstromen. Deze methoden richten zich op het hergebruik van organische stoffen die in water te vinden zijn maar ook op stoffen die anders als afval beschouwd zouden worden tijdens het telen van groente en fruit.
In 2008 waren er 31 promovendi onder Van Loosdrecht gepromoveerd. In 2013 gaf hij een "collegetour" langs diverse universiteiten in de Verenigde Staten als een distinguished lecturer via de  AEESP.

## Erkenning
In 1996 ontving Van Loosdrecht de Environmental Innovationprijs en in zowel 1998, 2002 als in 2006 ontving hij de Process Innovationprijs. In 2004 werd hij lid van de Koninklijke Nederlandse Akademie van Wetenschappen waar hij lid is van de sectie Technische Wetenschappen dat een onderdeel is van de afdeling Natuurkunde. In 2007 trad hij toe tot de Netherlands Academy of Technology and Innovation en in datzelfde jaar ontving hij de DOW Energy Award. In 2008 ontving hij de IWA Grand Award voor zijn pionierend onderzoek naar nieuwe technieken om afvalwater te verwerken.
Op 20 november 2010 ontving Van Loosdrecht een eredoctoraat van de ETH Zürich in Zwitserland voor zijn prestaties op het gebied van milieubiotechnologie en wegens het omzetten van wetenschappelijke kennis in praktische zuiveringstechnieken. Op 29 april 2011 is hij benoemd tot Ridder in de Orde van de Nederlandse Leeuw voor zijn bijdrage aan de wetenschappelijke doorbraken op het gebied van rioolwaterzuivering.
Op 2 juli 2012 ontving Van Loosdrecht de Lee Kuan Yew Water Prize voor zijn bijdrage aan het verduurzamen van de afvalwaterzuiveringstechnologie. Op 3 oktober 2013 ontving hij de Simon Stevin Meester Prijs vanwege zijn bijdragen aan de ontwikkeling van de Anammox- en de Nereda korrelslibtechnologie om water te kunnen zuiveren. In 2014 ontving Van Loosdrecht de Spinozapremie. Hij werd voorgedragen voor deze prijs door Karel Luyben, Jacob Fokkema, en Bertrand van Ee.. In 2018 ontving hij de Stockholm Water Prize.

## Publicaties (selectie)
- van der Star, W.R.L., Abma, W.R., Blommers, D., Mulder, J.-W., Tokutomi, T., Strous, M., Picioreanu, C., van Loosdrecht, M.C.M. (2007). Startup of reactors for anoxic ammonium oxidation: Experiences from the first full-scale anammox reactor in Rotterdam (2007) Water Research, 41 (18), pp. 4149-4163.
- De Kreuk, M.K., Heijnen, J.J., Van Loosdrecht, M.C.M (2005). Simultaneous COD, nitrogen, and phosphate removal by aerobic granular sludge Biotechnology and Bioengineering, 90 (6), pp. 761-769.
- Van Loosdrecht, M.C.M., Heijnen, J.J., Eberl, H., Kreft, J., Picioreanu, C. (2002). Mathematical modelling of biofilm structures, Antonie van Leeuwenhoek, International Journal of General and Molecular Microbiology, 81 (1-4), pp. 245-256.
- Van Loosdrecht, M.C.M., Eikelboom, D., Gjaltema, A., Mulder, A., Tijhuis, L., Heijnen, J.J. (1995). Biofilm structures, Water Science and Technology, 32 (8), pp. 35-43.
- Van Loosdrecht, M.C.M., Lyklema, J., Norde, W., Zehnder, A.J.B. (1990). Influence of interfaces on microbial activity, Microbiological Reviews, 54 (1), pp. 75-87.